# Iwan Karatczenia
Iwan Michajławicz Karatczenia (biał. Іван Міхайлавіч Каратчэня, ros. Иван Михайлович Коротченя, Iwan Michajłowicz Korotczenia; ur. 13 sierpnia 1948 w Talu) – białoruski polityk, w latach 1992–1998 koordynator Grupy Roboczej Rady Szefów Państw i Rady Szefów Rządów Wspólnoty Niepodległych Państw (WNP), później – sekretarz wykonawczy WNP; faktyczny twórca organów roboczych WNP; deputowany do Rady Najwyższej Republiki Białorusi XIII kadencji, w latach 1996–2000 deputowany do Izby Reprezentantów Republiki Białorusi I kadencji; doktor nauk ekonomicznych (odpowiednik polskiego stopnia doktora habilitowanego), pułkownik rezerwy.

## Życiorys

### Młodość i praca
Urodził się 13 sierpnia 1948 roku we wsi Tal, w rejonie lubańskim obwodu mińskiego Białoruskiej SRR, ZSRR. W 1975 roku ukończył Białoruską Państwową Akademię Gospodarstwa Wiejskiego, uzyskując wykształcenie agronoma, i w 1986 roku Mińską Wyższą Szkołę Partyjną, uzyskując wykształcenie politologa. W 1994 roku otrzymał stopień kandydata nauk ekonomicznych (odpowiednik polskiego stopnia doktora). Temat jego dysertacji kandydackiej brzmiał: Powstanie i warunki rozwoju integracyjnego związku ekonomicznego państw – członków WNP. W 1996 roku uzyskał stopień doktora nauk ekonomicznych (odpowiednik polskiego stopnia doktora habilitowanego). Temat jego dysertacji doktorskiej brzmiał: Strategia i perspektywy formowania związku ekonomicznego krajów WNP.
Pracował jako główny agronom, przewodniczący kołchozu. Odbył służbę w szeregach Armii Radzieckiej. Od 1980 roku był I zastępcą przewodniczącego Uzdeńskiego Rejonowego Komitetu Wykonawczego – kierownikiem Wydziału Rolnictwa. W latach 1986–1990 pełnił funkcję I sekretarza Wilejskiego Komitetu Miejskiego Komunistycznej Partii Białorusi. W latach 1990–1992 był deputowanym do Białoruskiej SRR / Rady Najwyższej Republiki Białorusi XII kadencji. Pełnił w niej funkcję członka Prezydium i przewodniczącego Komisji ds. Jawności, Środków Masowego Przekazu i Praw Człowieka. W styczniu 1992 roku decyzją Rady Szefów Państw Wspólnoty Niepodległych Państw (WNP) na wniosek Stanisłaua Szuszkiewicza został mianowany koordynatorem Grupy Roboczej Rady Szefów Państw i Rady Szefów Rządów WNP, później – sekretarzem wykonawczym WNP. Był faktycznym twórcą organów roboczych WNP.

### Działalność parlamentarna
W pierwszej turze wyborów parlamentarnych 14 maja 1995 roku został wybrany na deputowanego do Rady Najwyższej Republiki Białorusi XIII kadencji z lubańskiego okręgu Wyborczego nr 192. 9 stycznia 1996 roku został zaprzysiężony na deputowanego. Od 23 stycznia pełnił w Radzie Najwyższej funkcję członka Stałej Komisji ds. Międzynarodowych. Był bezpartyjny. Poparł dokonaną przez prezydenta Alaksandra Łukaszenkę kontrowersyjną i częściowo nieuznaną międzynarodowo zmianę konstytucji. 27 listopada 1996 roku przestał uczestniczyć w pracach Rady Najwyższej i wszedł w skład utworzonej przez prezydenta Izby Reprezentantów Zgromadzenia Narodowego Republiki Białorusi I kadencji. Zgodnie z Konstytucją Białorusi z 1994 roku jego mandat deputowanego do Rady Najwyższej zakończył się 9 stycznia 2001 roku; kolejne wybory do tego organu jednak nigdy się nie odbyły. Jego kadencja w Izbie Reprezentantów zakończyła się 21 listopada 2000 roku.
W maju 1998 roku został zwolniony ze stanowiska sekretarza wykonawczego WNP w związku w wyborem na to stanowisko Borisa Bieriezowskiego i mianowany jego I zastępcą.
Iwan Karatczenia został w 1994 roku akademikiem Międzynarodowej Akademii Nauk Organizacji i Zarządzania, w 1995 roku – akademikiem Międzynarodowej Akademii Nauk Informacji, Procesów i Technologii Informacyjnych, w 1997 roku – akademikiem Międzynarodowej Akademii Nauk Szkół Wyższych. Posiada stopień pułkownika rezerwy.

## Prace
Iwan Karatczenia jest autorem ponad 40 artykułów naukowych.

## Odznaczenia
- Order Przyjaźni Narodów (Rosja);
- medal „5 Solagii Kuwwachoi Musallachi Czumrchurii Toczykiston” (Tadżykistan)[1].

## Życie prywatne
Iwan Karatczenia jest żonaty, ma dwoje dzieci. W 1995 roku mieszkał w Mińsku.